# Elfvik

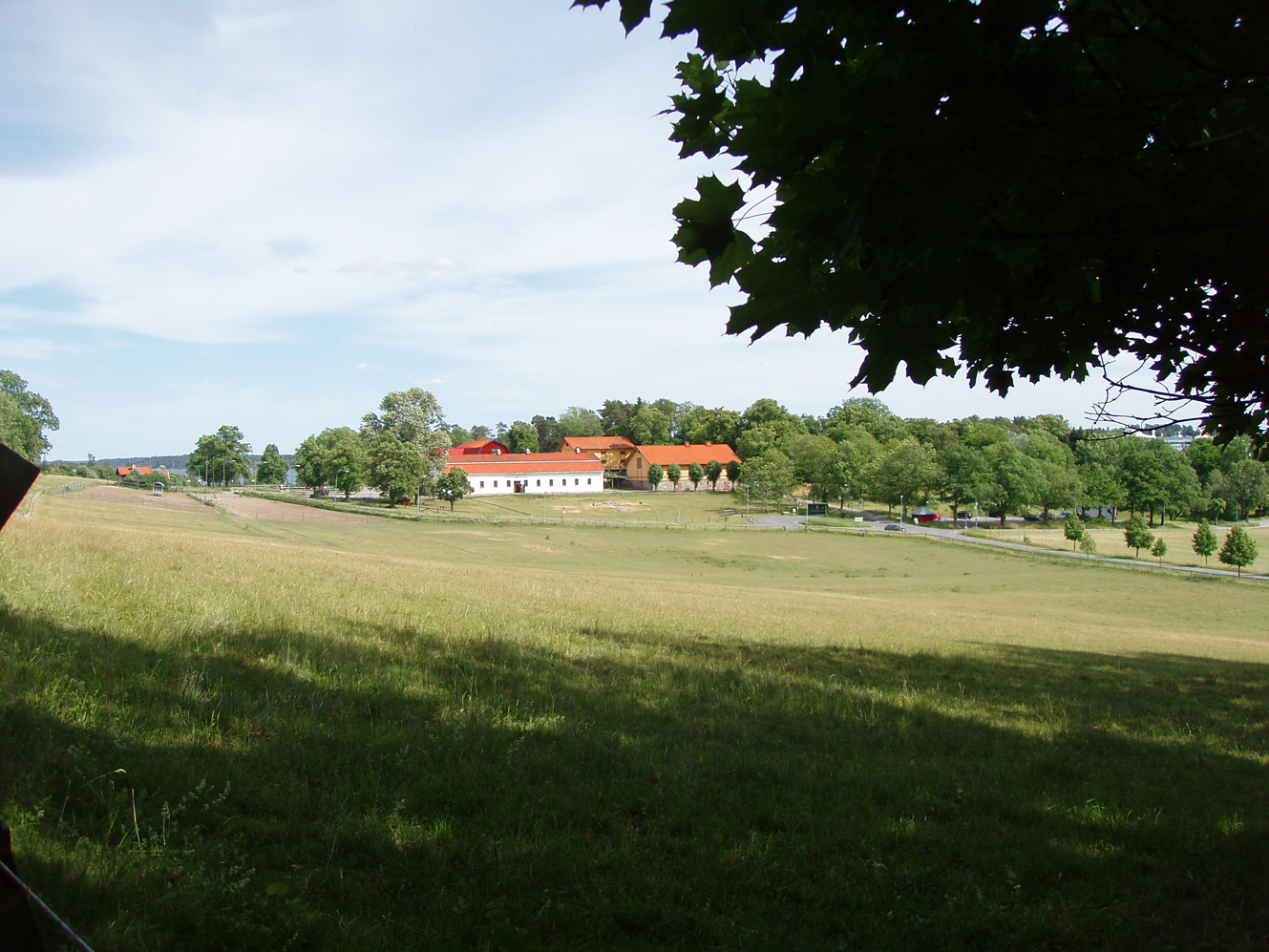
Elfviks lantbruksgård. Vy mot öster, juni 2008.

Elfvik, äldre benämningar Älvik eller Aellewik, är en kommundel i norra Lidingö kommun, Stockholms län. Elfvik, eller som området ofta kallas, Elfvikslandet, är en halvö som avgränsas av Hustegafjärden i söder, Askrikefjärden i norr, Höggarnsfjärden i öster och Yttringe i väster där kommundelen Rudboda tar vid.
Bebyggelsen består av småorten Älvvik i och omkring Elfviks gård, ett fåtal strandnära privattomter med villor i bland annat vid Rävviken–Bjälbo, villa- och radhusområdet Sjövik, Fågelöuddebadet och ett antal större konferensanläggningar bland annat Rönneberga, Skogshem & Wijk, Lovik, Blue Hotel på Elfviks udde samt Villa Söderås restaurang & hotell. Se även konferensanläggningar på Lidingö.

## Historia

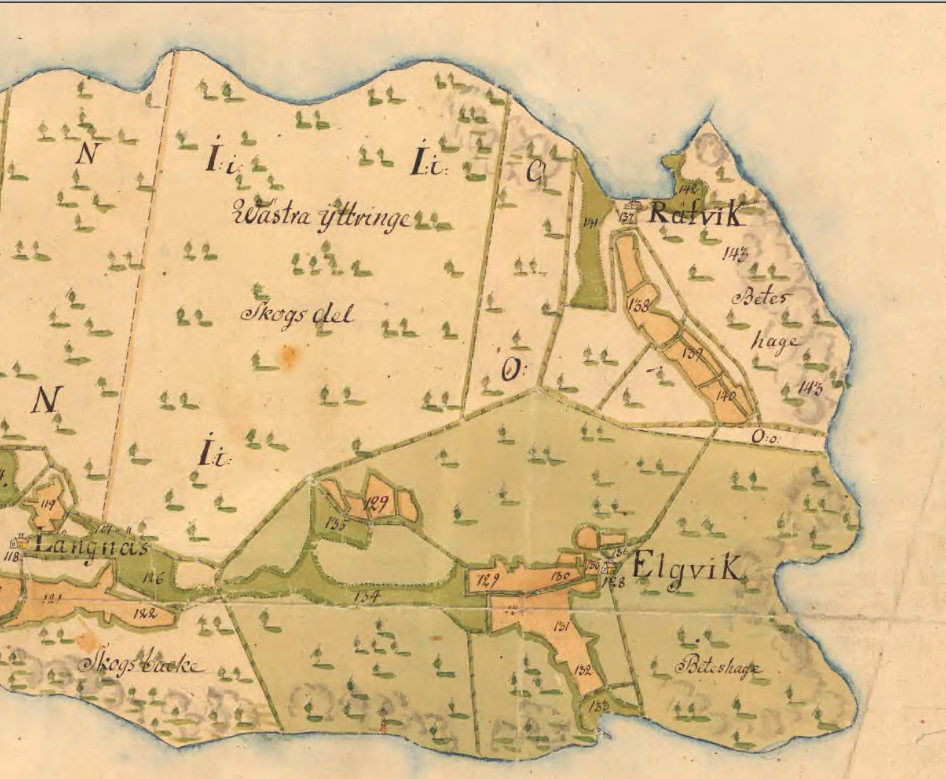
Elfvik gårds ägor på en karta från 1774.

En av Lidingös största egendomar på 1300-talets senare hälft, Elfviks gård, ägdes ursprungligen av Magnus Thyrgilsson, Kanik i Uppsala. Han sålde Elfvik 1381 till drotsen Bo Jonsson (Grip) som under perioden 1376-1381 köpte upp i stort sett hela Lidingö. Efter Bo Jonsson kom Lidingö från slutet av 1400-talet i släkten Banér ägo, inordnat under godset Djursholm som omvandlades till fideikommiss 1731 av generallöjtnanten Johan Claesson Banér (1659-1736). På slutet av 1700-talet, efter att fideikommisset för Lidingö upphört under Gustav III:s tid, började gårdarna på Lidingö att säljas ut och 1774 såldes Elfviks gård till hovgulddragaren Peter Widman. På slutet av 1790-talet, in på 1800-talet anlades flera industrier på Elfvik, bland annat en brännvinsfabrik och Lars Fresks klädesfabrik 1798. 
Dessa tidiga industrier anlades vid vattnet nedanför nuvarande värdshuset Elfviks gård. Idag finns dock inga rester kvar av byggnaderna. Albert Janse var den siste privata ägaren av Elfviks gård, en gård som innefattande i stort sett hela Elfvikslandet öster om Södergarn från Fågelöudde i norr till Söderåsen i söder, inklusive ön Duvholmen öster om Elfvik. Hans förslag att omvandla Elfvik till en villastad med en spårvagnslinje från Kyrkvikens ändstation ut på Elfvik kom aldrig att realiseras. Han kom istället att koncentrera sig på att utveckla lantbruksdelen, som är den grundläggande orsaken till att Elfvik till stora delar bevarats som ett jordbrukslandskap.

## Namnet Elfvik
Lidingö stad använder officiellt stavningen Elfvik med avseende på hela halvön men i historiska sammanhang med avseende på specifikt Elfviks lantbruksgård inkluderat herrgårdsbyggnaden, stavningen Älvik. På den äldsta kända kartan över Lidingö upprättad av Peder Mehnlöös 1661, stavas gårdens namn som Älwÿk där Äl avser trädslaget al och wÿk är en gammal svensk stavning för ordet vik. Bokstaven E i namnet tillkom någon gång under 1700-talet. Namnet i modern tappning, utan att förlora i betydelse, borde därför vara Alvik, det vill säga en vik med en stor mängd alträd nära strandkanten. I viken nedanför parken till det nuvarande värdshuset Elfviks gård växer fortfarande många stora alträd. Något enhetligt namn för hela Elfvikslandet angavs inte på kartan från 1661. Albert Janse som köpte Elfviks gård 1889 stavade namnet som Aellewik i betydelsen Alevik (trädslaget ale) och gårdsnamnet kom med tiden genom gårdens storlek att få namnge hela halvön Elfvik.

## Dagens Elfvik
En stor del av Elfvikslandet är naturreservat och ingår som en del i Långängen-Elfviks naturreservat. Elfviks gårds lantbruksområde med öppna hagar, stora skogar, många strandnära promenadvägar och allmänna bad, har sen många generationer tillbaka utnyttjats av både lidingöbor och stockholmare för friluftsliv och rekreation. Genom en stark begränsning sen lång tid tillbaka av nybyggnationer på Elfvikslandet kombinerat med att man har bevarat och underhållit den äldre bebyggelsen som ägs av Lidingö stad, har man lyckats bevara områdets huvudkaraktär av jordbrukslandskap. 
Många av de äldre byggnaderna härrör från slutet av 1700-talet, som exempelvis ett flertal av byggnaderna på Elfviks gård, men merparten från 1800-talet och runt sekelskiftet 1900 då förmögna Stockholmare köpte sjötomter och uppförde stora sommarvillor på Lidingö, så kallade grosshandlarvillor, med stora verandor och mycket snickarglädje. De stora strandnära hotell- och konferensanläggningarna, som ursprungligen uppfördes som kursgårdar för större företags egen utbildningsverksamhet, exempelvis nuvarande Blue Hotel ute på Elfviks udde, tidigare IBM:s utbildningscenter för norra Europa, tillkom på 1960-talet innan mer restriktiva regler för nybyggnationer infördes för området.

## Bildgalleri

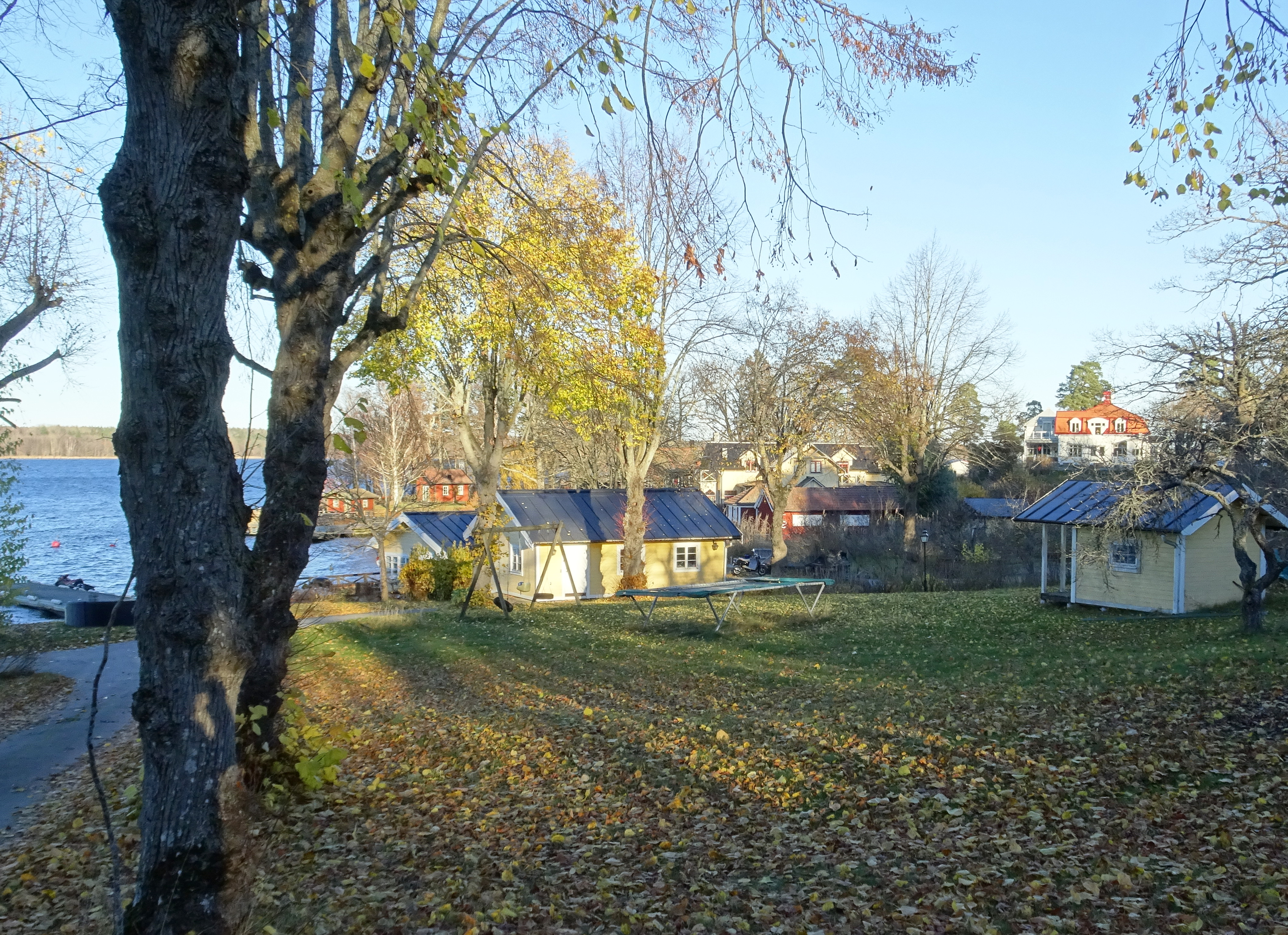
Rävviken, villaområdet på nordöstra Elfvikslandet.
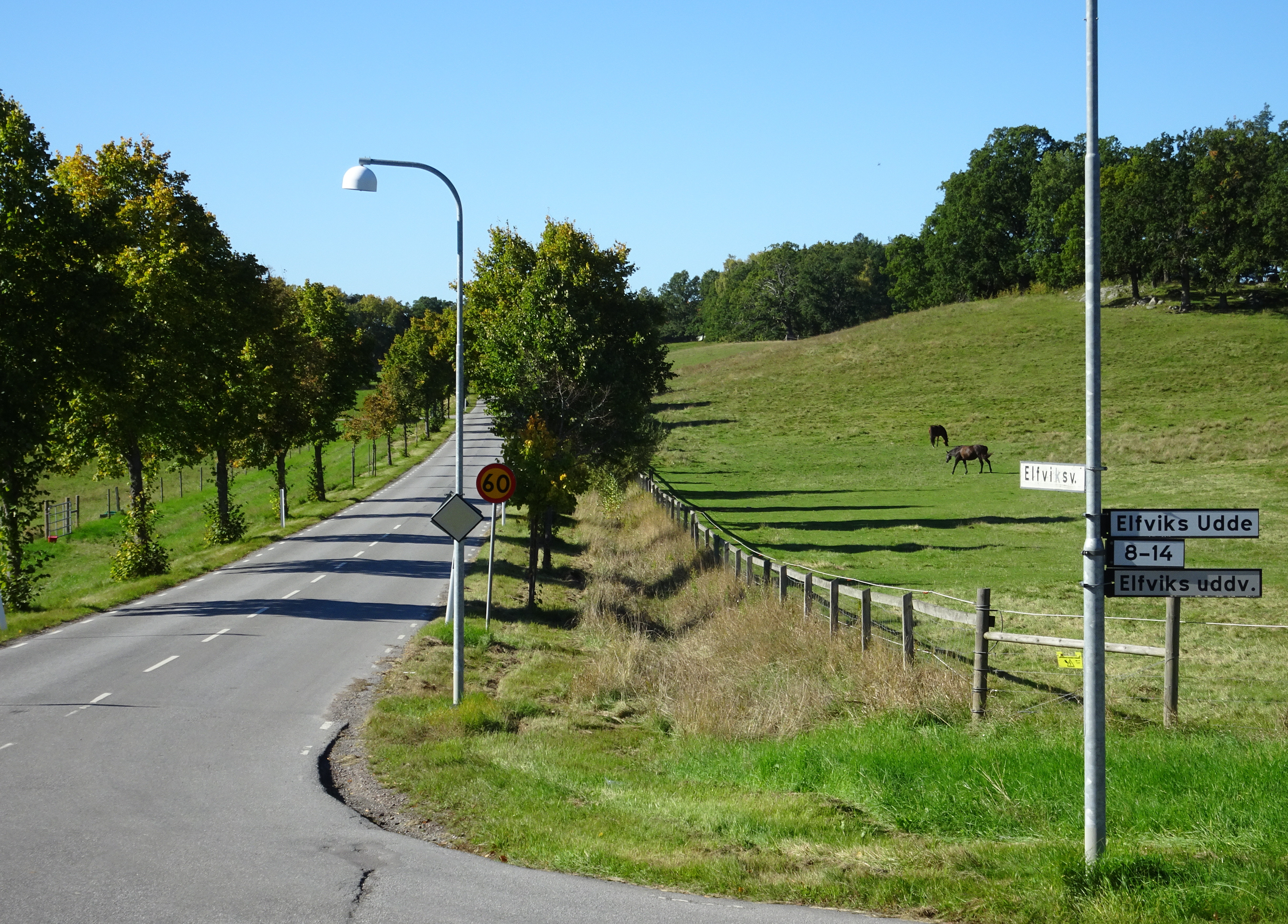
Elfviksvägen mot väster.
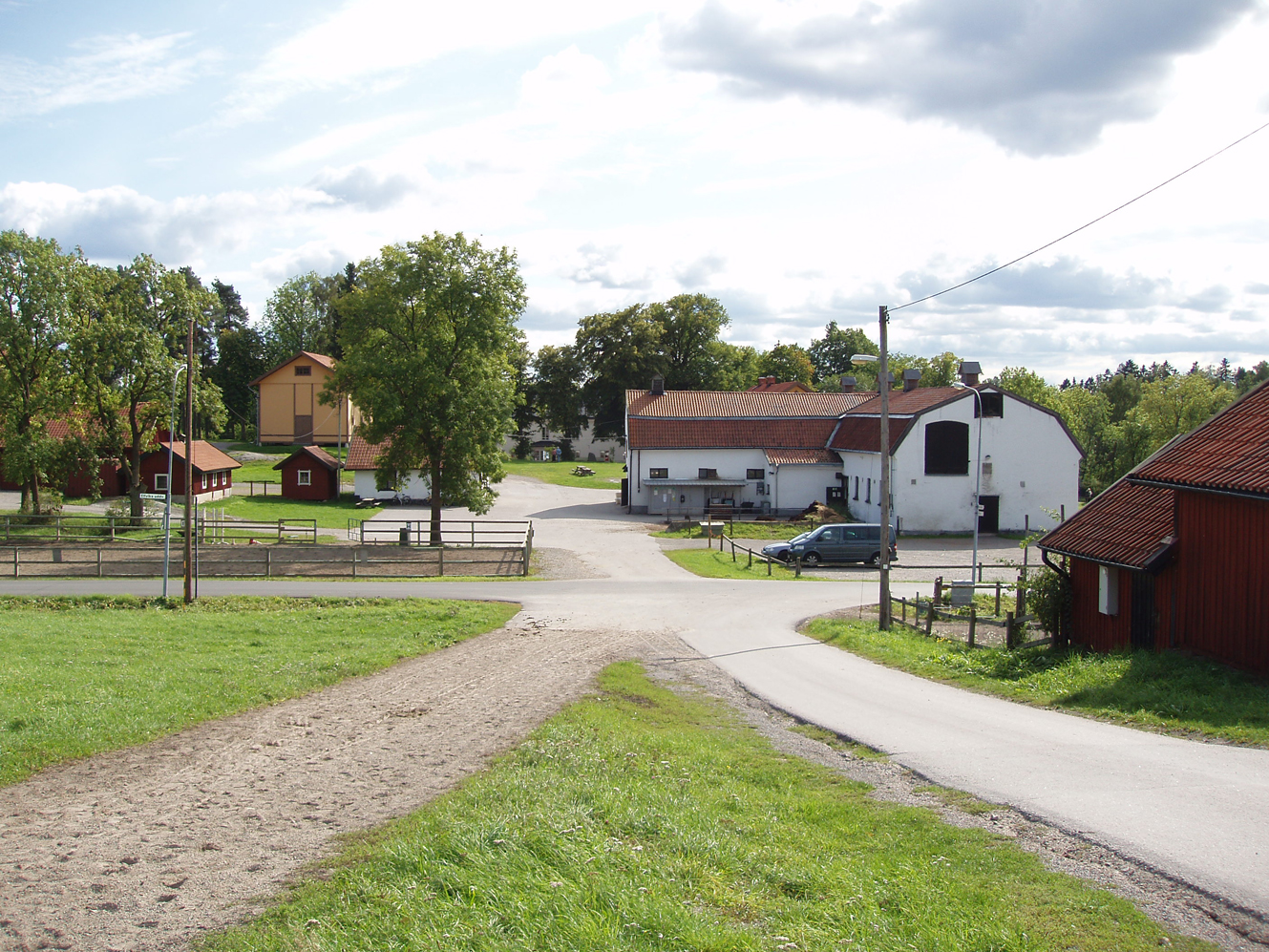
Elfviks gårds ekonomibyggnader. Vy från norr.
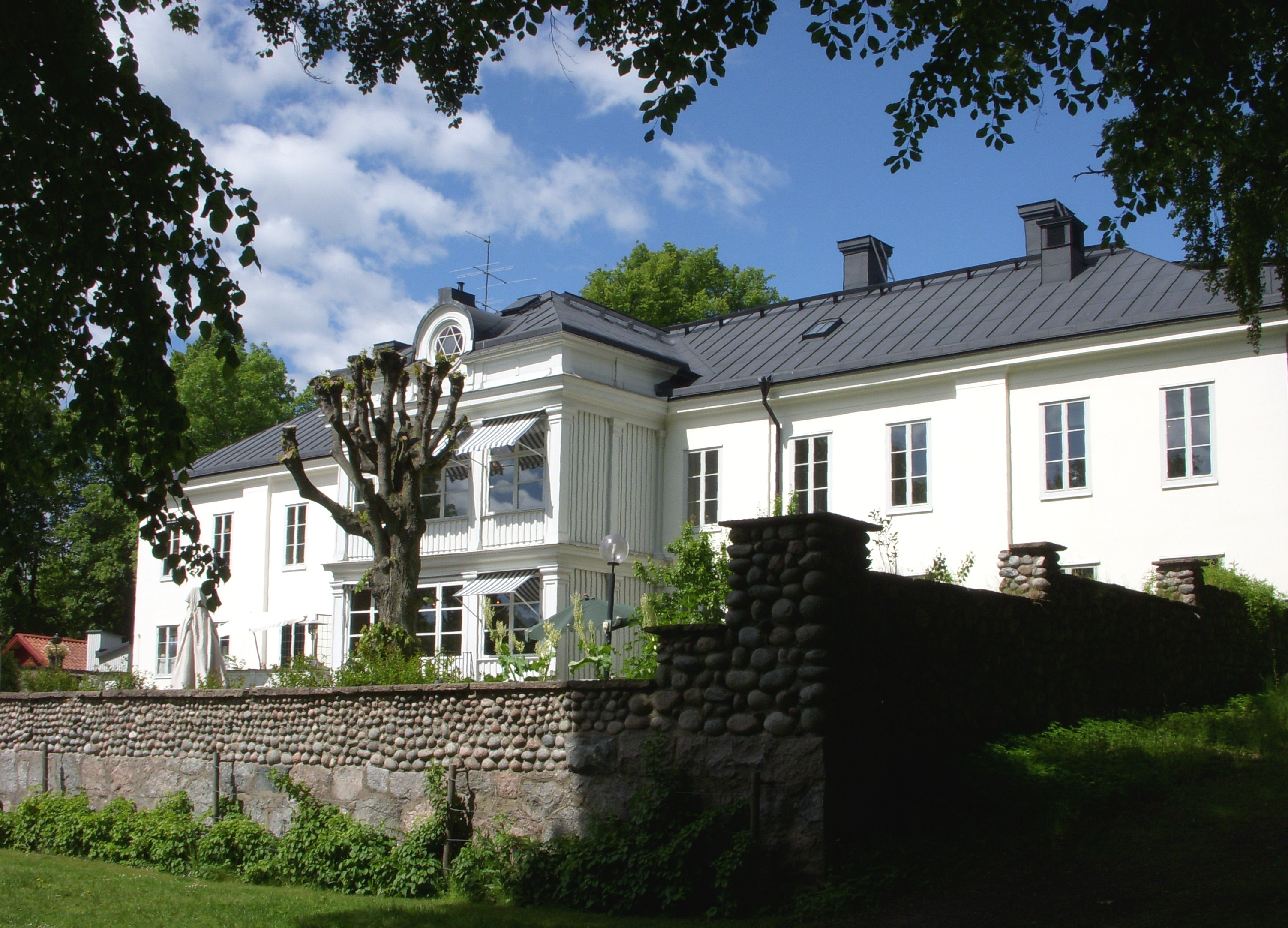
Elfviks gård, herrgårdsbyggnaden.

### Webbkälla
- Digitala arkivet för Elfviks gård.